# Seulement pour toi
Albums de Sheila
Dense
(1999) Sheila en concert à l'Olympia 2002 - Jamais deux sans toi
(2003)
Seulement pour toi est un album studio de Sheila (le vingt-cinquième album studio) sorti le 24 septembre 2002 en CD.

## Liste des titres
1. Toutes ces vies
2. Partir (nouvelle version 2002)
3. Le film à l'envers (nouvelle version 2002)
4. Le tam-tam du vent (nouvelle version 2002)
5. Tangue au (nouvelle version 2002)
6. Guerrier Massai (nouvelle version 2002)
7. S'envoler
8. Vivre mieux (nouvelle version 2002)

Le titre Vivre Mieux (Seulement pour toi) (nouvelle version 2002) devait être initialement incorporé sur cet album, mais faute de temps pour une réalisation parfaite de ce titre, il ne fut finalement proposé à l'époque que sur un CD single vendu dans le programme du spectacle Jamais deux sans toi à l'Olympia en octobre 2002.

## L’album
- Studio d'enregistrement : Studio Versailles station et Studio 180
- Guitares Arrangements : Yann Benoist
- Réalisation : Yves Martin
- Enregistrement : Mister EV assisté de Josselin Montagu et de Jean-Marc Gulose
- Mixage : Mister EV au EV Sound studio à Londres
- Production : Yves Martin
- Conception de la pochette : Olivier Bontemps

## Production
- Édition album original : 
  - CD  Warner 466050229, date de sortie : 2002.

## Les extraits de l'album
- Toutes ces vies / S'envoler (uniquement en cd single promo).
- Vivre Mieux (Seulement pour toi) (nouvelle version 2002) proposé dans le programme du concert 2002.

## Classement
| Pays   | Meilleure position |
| ------ | ------------------ |
| France | 47                 |